# Japan Cup 2024
La 31e édition de la Japan Cup (officiellement : Utsunomiya Japan Cup Cycle Road Race) a lieu le dimanche 20 octobre 2024 au Japon. L'épreuve de 144,2 km se déroule à Utsunomiya. La course est la avant-dernière épreuve du calendrier UCI ProSeries 2024 (deuxième niveau mondial) en catégorie 1.Pro.

## Présentation

### Parcours
La course se déroule sur un circuit de 10,3 km situé dans le parc forestier de la ville d'Utsunomiya à accomplir 14 fois, soit deux tours en moins que l'édition précédente. La principale côte de ce circuit est à gravir pendant le deuxième kilomètre du circuit. L'arrivée est en légère montée.

### Équipes
? équipes participent à cette Japan Cup - ? WorldTeam, ? ProTeams, ? équipes continentales et ? équipe nationale :
| Unknown team category |
|                       |

## Classement
| \| Classement général \| Classement général \| Classement général \| Classement général \| Classement général \| \| Coureur \| Coureur \| Pays \| Équipe \| Temps \| \| ------------------ \| ------------------ \| ------------------ \| ------------------ \| ------------------ \| |         |      |        |       |
| |         |      |        |       |
| Source : ProCyclingStats |         |      |        |       |
| Classement général |         |      |        |       |
| Coureur | Coureur | Pays | Équipe | Temps |